# لولوه القطامی
لولْوه القَطامی (به زبان عربی: لولوة القطامی؛ زادهٔ ۱۹۳۳/۳۴) یک فعال و آموزگار است که نخستین زن اهل کویت بود که برای تحصیل به خارج از کشور رفت. او مدیر پیشین دانشگاه کویت و سفیر یونسکو بوده است. وی در سال ۲۰۰۵ نامزد جایزه صلح نوبل شد و در سال ۲۰۱۹ به‌دلیل خدماتش به آموزش و توانمندسازی زنان، نشان لژیون دونور را دریافت کرد. او بنیان‌گذار و رئیس پیشین انجمن فرهنگی و اجتماعی زنان کویت است.

## زندگی‌نامه
در سال ۱۹۳۸، در سن چهارسالگی، لولوه القطامی وارد مهدکودک شد. او تحصیلات ابتدایی خود را پس از مهاجرت خانواده‌اش از کویت ادامه داد. در سال ۱۹۵۲، برای تحصیل در مدرسه‌ای وابسته به صومعه‌ای فرانسوی به انگلستان سفر کرد و در آن‌جا زبان‌های فرانسوی و انگلیسی را آموخت. دو سال بعد، به پیشنهاد پدرش، که باور داشت آموزش انگلیسی در بازگشت به کویت برایش سودمندتر خواهد بود، به مدرسه‌ای انگلیسی رفت تا برای دریافت مدارک سطح (اُ) و سطح (اِی) تحصیل کند. او زبان‌های انگلیسی و فرانسوی را در دانشگاه ادینبرا آموخت. در طول دوران تحصیلش در آن‌جا، نایب‌رئیس اتحادیه دانشجویان بود. او نخستین زن کویتی بود که در خارج از کشور به دانشگاه رفت.
در اوایل دههٔ ۱۹۶۰، او رهبری یک سفر دانشجویی برای دختران کویتی به اورشلیم را برعهده گرفت. فعالیت حرفه‌ای‌اش را با تدریس زبان‌های انگلیسی و فرانسوی در مدرسه دخترانهٔ میرقاب آغاز کرد، جایی که نخستین معلم زنی بود که در محل کار عبا نپوشید. در آن زمان، پوشیدن عبا سیاه برای تمامی معلمان زن اجباری بود. لولوه القطامی رهبری اعتراضاتی را علیه این قانون برعهده گرفت که شامل سوزاندن علنی عباها نیز بود. این اعتراضات در کویت جنجال‌آفرین شد، اما در نهایت به لغو این قانون انجامید و زنان توانستند لباس‌های دیگر بپوشند. او بعدها عبا را «ابزاری برای استعمار» توصیف کرد. در جریان بازدید انقلابی الجزایری جمیله بوحیرد از این مدرسه، لولوه القطامی دانش‌آموزان را تشویق کرد تا جواهرات خود را برای حمایت از آرمان او اهدا کنند.
در سال ۱۹۶۳، لولوه القطامی از بنیان‌گذاران انجمن فرهنگی و اجتماعی زنان کویت بود. نخستین رئیس این انجمن، دلال المشعان بود، اما بعدها لولوه القطامی ریاست آن را برعهده گرفت. او از سال ۱۹۶۳ تا ۱۹۹۲ عضو مجمع عمومی انجمن بود. بخشی از فعالیت‌های او در این انجمن، تضمین برگزاری کلاس‌ها و فراهم‌کردن منابع برای دختران جوانی بود که توانایی پرداخت شهریهٔ مدارس خصوصی را نداشتند. افزون بر برنامه‌های آموزشی، انجمن به فعالیت‌های امدادی برای پناهندگان لبنان و سودان نیز کمک مالی می‌کرد. لولوه القطامی برای ساخت اردوگاهی در سودان جهت پناه‌جویان جنگ اریتره و اتیوپی، اقدام به جمع‌آوری کمک مالی کرد. این اردوگاه شامل مدرسه‌ای برای هزار کودک و نانوایی‌ای بود که روزانه ۵۰٬۰۰۰ عدد نان تولید می‌کرد.
در سال ۱۹۷۵، لولوه القطامی با حکم وزیر آموزش، به‌عنوان نخستین مدیر دانشکدهٔ زنان دانشگاه کویت منصوب شد. او در سال ۱۹۹۳ در اعتراض به افزایش استفاده از نقاب در دانشگاه، از سمت خود استعفا داد. با این حال، در دوران مسئولیتش در دانشگاه، اتاقی ویژه برای نماز دانشجویان دختر ایجاد کرد. در سال ۱۹۹۰، وی به‌عنوان سفیر یونسکو در زمینهٔ سوادآموزی منصوب شد. القطامی دربارهٔ تأثیرات منفی استعمار بریتانیا بر کویت، به‌ویژه در حوزهٔ آموزش و به‌طور خاص آموزش زنان، سخن گفته است.

## جوایز و افتخارات

### جایزهٔ صلح نوبل
در سال ۲۰۰۵، لولوه القطامی به‌دلیل فعالیت‌های انسان‌دوستانه‌اش، به‌ویژه در زمینهٔ حقوق اجتماعی و آموزشی زنان در کویت، نامزد جایزهٔ صلح نوبل شد.

### جایزهٔ تقدیر دولتی
در سال ۲۰۰۹، او جایزهٔ تقدیر دولتی کویت را به همراه جایزهٔ نقدی ۱۰٬۰۰۰ دیناری دریافت کرد.

### نشان لژیون دونور
در سال ۲۰۱۹، دولت فرانسه به‌پاس تلاش‌های او در معرفی دستاوردهای زنان در کویت، نشان لژیون دونور را به وی اهدا کرد.